# James Martin
Den katolske prästen och skribenten, se James Martin (författare)
James Vernon Martin född 1885 död 1956, var en amerikansk uppfinnare och flygpionjär.
Martin tog anställning i den amerikanska handelsflottan 1900, men efter några år på sjön valde han att fortsätta sina studier. Han studerade först vid University of Virginia och avslutade sin utbildning med en examen från Harvard 1912. Under studietiden vid Harvard är han med och bildar Harvard Aeronautical Society där han även valdes till föreningens första ordförande. Föreningen blev på kort tid mycket aktiv, och redan första året 1910 arrangerade man USA:s första internationella flygutställning.
Under våren 1911 åkte han till England för att genomgå flygutbildning. Han återvände till USA i juni med ett brittiskt FAI flygcertifikat nummer 55 i plånboken. Han deltog i ett antal flyguppvisningar 1911-1913 innan han 1914 återvände till handelsflottan som befälhavare på fartyget USS Lake Frey. 1915 arbetade han som testpilot för Aeromarine Co. 
Året efter startade han sitt eget företag J V Martin Aeroplane Co som marknadsförde hans nio beviljade patent inom flygteknologin. Bland annat uppfann han en automatisk stabilisator och ett infällbart landställ 1916. Han flyttade företaget till Dayton 1920 och samtidigt bytte han namnet till Martin Enterprises. Kort efter flytten erbjöd han den amerikanska flygindustrin fri rättighet till hans patent.
1922 flyttad Martin till Garden City och företaget bytte namn till Martin Aeroplane Factory. Han stämde den amerikanska staten och flygplanstillverkarnas intresseorganisation Manufacturers Aeronautical Association 1924. I sin stämningsansökan hävdade han att de försökte bilda ett flygindustrimonopol. Efter två års utredning och domstolshantering avslogs hans ansökan. Men Martin fortsatte under hela 1930-talet att driva sin sak. När USA gick med i andra världskriget fick han en befattning som chef för en trupptransportenhet i Stilla havet. 
Efter kriget försökte han få någon fabrik intresserad av att bygga hans nykonstruerade katamaranflygbåt Martin Oceanplane.